# راؤول هرنانديز
راؤول هرنانديز (بالإسبانية: Raúl Hernández Hidalgo)‏ هو مجدف كوبي، ولد في 22 سبتمبر 1992 في كاماغوي في كوبا.

## وصلات خارجية
- راؤول هرنانديز على موقع الاتحاد الدولي للتجديف (الإنجليزية)
- راؤول هرنانديز على موقع أوليمبيديا (الإنجليزية)